# Nephthea tixierae
Nephthea tixierae är en korallart som beskrevs av Verseveldt 1968. Nephthea tixierae ingår i släktet Nephthea och familjen Nephtheidae. Inga underarter finns listade i Catalogue of Life.